# Antoine Benoit (réalisateur)
Antoine Benoit (né le 24 mai 1981 à Paris) est un acteur, scénariste et réalisateur français.

## Filmographie partielle

### Réalisateur
- 2008 : Au cœur de l'acteur (documentaire)
- 2011 : L'Itinéraire (court métrage)